# Asparagus equisetoides
Asparagus equisetoides är en sparrisväxtart som beskrevs av Friedrich Welwitsch och John Gilbert Baker. Asparagus equisetoides ingår i släktet sparrisar, och familjen sparrisväxter.
Artens utbredningsområde är Angola. Inga underarter finns listade i Catalogue of Life.